# الجمايم (المحويت)
الجمايم هي إحدى قرى الجمهورية اليمنية. وهي تتبع جغرافيًا لمحافظة المحويت. وإداريًا لمديرية المحويت. يبلغ تعداد سكانها 1402 نسمة حسب الإحصاء الذي أجري عام 2004.